# لانغنزلبولد
لانغنزلبولد (بالألمانية: Langenselbold) هي بلدة، place with town rights and privileges و بلدة ألمانية تقع في ألمانيا في Main-Kinzig-Kreis. يقدر عدد سكانها بـ 13,049 نسمة .

## أعلام
- أوي مولر